# Marta Kuehn-Jarek
Marta Kuehn-Jarek (ur. 11 grudnia 1981 w Kaliszu) – polska siatkarka, grająca na pozycji libero.

## Kluby
- 1999 - 2006 Winiary Kalisz
- 2006 - 2008 PTPS Farmutil Piła
- 2008 - 2009 SSK Calisia Kalisz
- 2010 - 2013 KS Pałac Bydgoszcz
- 2013 - 2014 PGNIG Nafta Piła
- 2015 - 2017 (MKS CALISIA Kalisz)

Zakończyła karierę w 2017

## Sukcesy
- złota medalistka Mistrzostw Polski - 2005
- trzykrotna srebrna medalistka Mistrzostw Polski - 2004, 2007, 2008
- trzykrotna brązowa medalistka Mistrzostw Polski - 2001, 2003, 2006
- Puchar Polski 2008

## Nagrody indywidualne
- najlepsza libero Pucharu Polski 2008